# Labena obscura
Labena obscura là một loài tò vò trong họ Ichneumonidae.